# Yehudi Menuhin
Yehudi Menuhin OM (New York, 1916. április 22. – Berlin, 1999. március 12.) amerikai zsidó hegedűművész és karmester, aki művészi pályájának nagy részét az Egyesült Királyságban futotta be, végül brit állampolgár lett és lovaggá is ütötték. Louis Persinger, George Enescu és Adolf Busch tanítványa volt.

## Élete
Yehudi Menuhin New Yorkban született belarusz zsidó család gyermekeként. Apja, Moshe Menuhin révén – aki anticionista ortodox zsidó tudós és író volt – rabbicsaládból származott.
Hároméves korában kezdte a hegedülést, első tanára Sigmund Anker volt. Hétévesen mutatkozott be a közönség előtt, Mendelssohn: Hegedűversenyével a San Franciscó-i Szimfonikus Zenekarral, annak székhelyén. Sidney Ehrman ottani jogász felfigyelt a csodagyerekre, és támogatta taníttatása és utazásai költségeit. Így került Európába és tanulhatott Enescu és Busch hegedűművészektől.
A következő néhány évben végigturnézta Európát a legjobb zenekarokkal, mindenhol ámulatba ejtve hallgatóit.
Tizenegy évesen mutatkozott be a Carnegie Hallban, Beethoven Hegedűversenyét játszotta Fritz Busch vezényletével. A közönséget és a kritikusokat is megragadta kivételes zenei intelligenciája és érzékenysége.
1935-ben tette első világ körüli útját, ennek során tizenhárom ország hatvanhárom városában 110 koncertet adott. Két év szünet után, 1937-ben visszatért a koncertpódiumra, rendkívüli mesterségbeli tudásról téve tanúbizonyságot, miközben nem veszítette el az intuitív művész érzékenységét.
A II. világháború alatt több mint 500 alkalommal játszott a szövetségi erők katonáinak, és Benjamin Britten angol zeneszerzővel a bergen-belseni koncentrációs tábor túlélőinek is adott koncertet. Németországban Wilhelm Furtwänglerrel is dolgozott, hozzájárulva a náci-szimpátiával vádolt karmester rehabilitációjához. 1949-es fellépésén, a Luzerni Szimfonikus Zenekarral, találta meg igazi, egyéni stílusát, fejlesztette ki különleges technikáját és hangvételét.
Mély emberségéért Menuhint több ország becsületrendjével is kitüntették, és számos lovagrend tagjává választotta. II. Erzsébet brit királynő tiszteletbeli lovaggá ütötte. Megkapta a Nehru Békedíjat is a nemzetközi megbékélésben vállalt kiemelkedő szerepéért. 1969-ben titkos szavazással az UNESCO Nemzetközi Zenetanácsának elnökévé választották, és a későbbiekben többször is elnyerte ezt a címet.
Az új zenészgeneráció támogatásának is elkötelezettje volt, iskolát alapított Stoke d’Abernonban, Surreyban, Gstaadban, Svájcban, és többek között létrehozta a „Live Music Now” jótékonysági szervezetet. Tanítványai közé tartozik például Nigel Kennedy és Erdélyi Csaba magyar brácsaművész is.
Menuhin a zene több stílusát is kedvelte, jazz-felvételeket készített többek között Stéphane Grappellivel, és a kelet zenéjéből Ravi Shankar szitárművésszel. 1985-ben megkapta a brit állampolgárságot. Surrey megyétől bárói rangban részesült, és élethosszig tartó peer címet kapott. 1990-ben életművéért kitüntették a „Glenn Gould” díjjal is.
Kedvelt zeneszerzői sorába tartozott Bartók Béla is, aki az ő felkérésére írta a Szonáta szólóhegedűre című művét, amelyet természetesen Menuhin előadásában ismert meg New York közönsége 1944-ben, majd a magyar közönség, 1946-ban.

## A zene világnapja
Yehudi Menuhin javasolta 1975-ben, hogy október 1-én tartsák a zene világnapját, legyen ez az a nap, amelynek főszereplője a zene.
„Arra szeretnék buzdítani minden várost, falut és országot, hogy rendezzenek sokféle zenei eseményt ezen a napon. Örülnék ha nemcsak koncerteken, rádióműsorokban szólalnának meg régi és főként mai művek, hanem spontán megnyilvánulásként utcákon és tereken is muzsikálnának énekesek, kórusok, jazz-zenészek és a komolyzene legjelentősebb előadói.” – mondta Menuhin.

## Írásai
- Theme and Variations (Téma és variációk), 1972
- Unfinished Journey (Befejezetlen utazás), 1976
- Violin and Viola (Hegedű és brácsa) – társszerző: William Primrose, 1976
- The Music of Man (Az ember zenéje) – társszerző: Curtis W. Davis, 1979

## Magyarul megjelent írásai
- Yehudi Menuhin–Curtis W. Davis: Az ember zenéje; ford. Dávid Gábor; Zeneműkiadó, Budapest, 1982 ISBN 963-330-453-9
- Életreceptek. Egy világjáró hegedűs gondolatai, gyakorlatai és elmélkedései; szerk. Cristopher Hope, ford. Kremsier Zsuzsa; Gondolat, Budapest, 1991
- Yehudi Menuhin–Christopher Hope: A király, a macska és a hegedű Dánielnek, aki hegedül és Dávidnak, aki számol; ford. Göncz Árpád, ill. Angela Barrett; Ab Ovo, Budapest, 1997
- Yehudi Menuhin: Befejezetlen utazás. Életem emlékei; ford. Gáti István; Typotex, Budapest, 2012 ISBN 978-963-2797-45-8